# Uvaria cuneifolia
Uvaria cuneifolia är en kirimojaväxtart som först beskrevs av Joseph Dalton Hooker och Thomas Thomson, och fick sitt nu gällande namn av L. L. Zhou, Y. C. F. Su och R. Uvaria cuneifolia ingår i släktet Uvaria och familjen kirimojaväxter. Inga underarter finns listade i Catalogue of Life.